# Lauritsala (ville de marché)
Lauritsala est une ancienne ville de marché en Carélie du Sud en Finlande. 

## Histoire
La ville de marché est abolie le 1er janvier 1967 et elle fusionne partiellement avec    Lappeenranta. 
À cette date,  la ville compte près de 12 000 habitants pour une superficie de 24,7 km2,.
Le quartier Lauritsala actuel est donc l'ancien centre de la ville de marché.
Les centres de Lappeenranta et de Lauritsala se sont développées pour former de nos jours la zone urbaine de Lappeenranta.

## Galerie

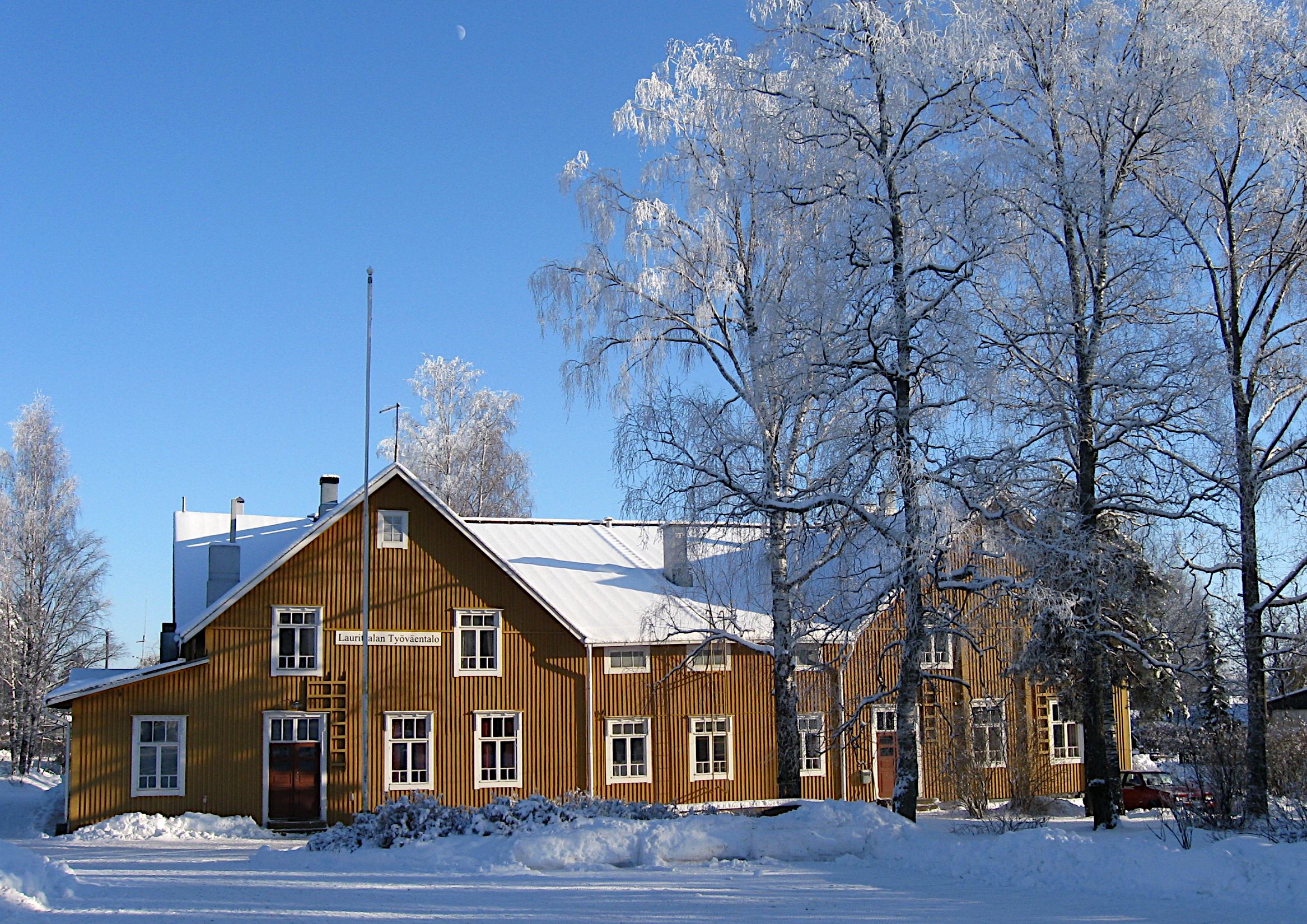
Maison du peuple de Lauritsala.
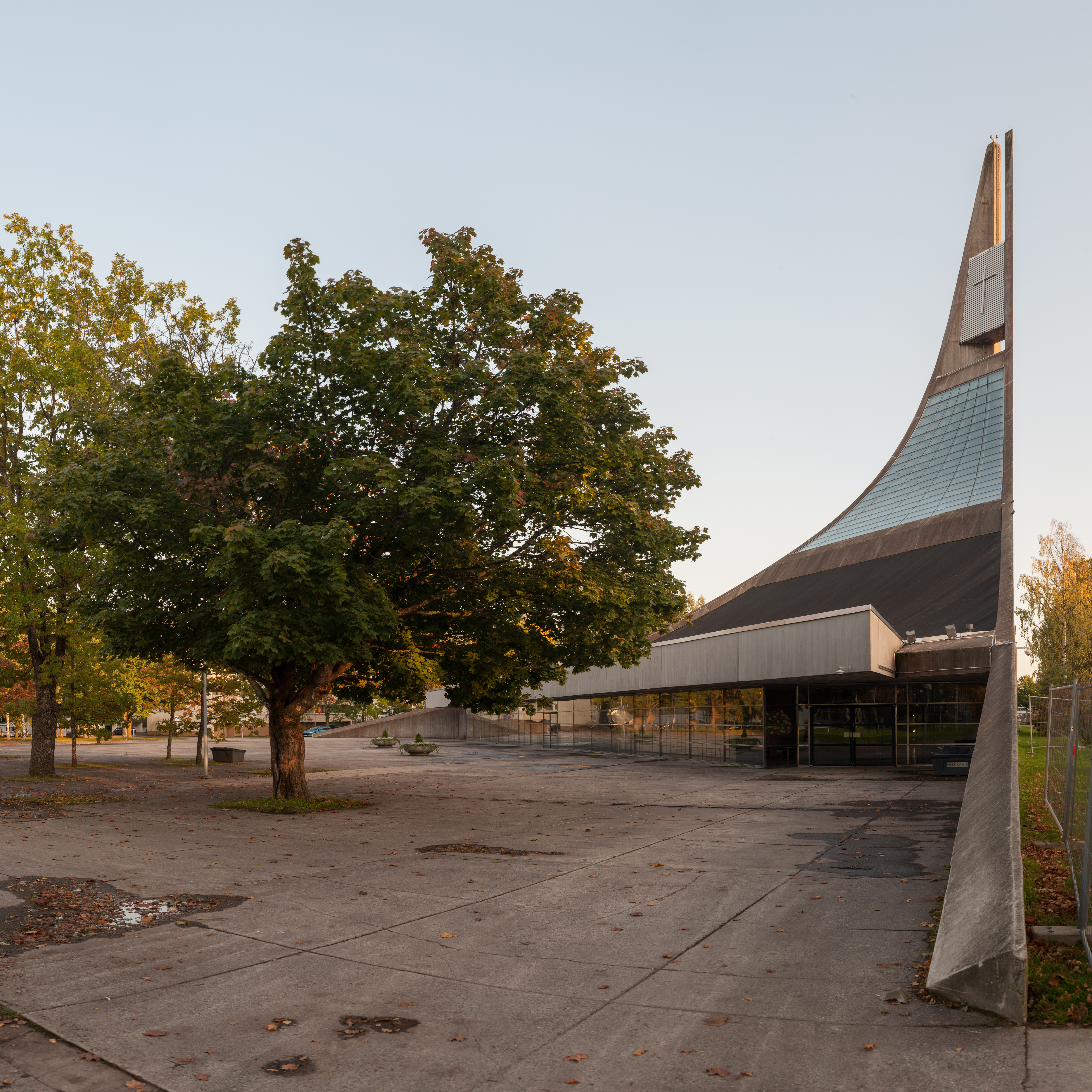
Église de Lauritsala.